# Crossopriza ghul
Crossopriza ghul (лат.) — вид пауков-сенокосцев рода Crossopriza (Smeringopinae, Pholcidae). Распространён в Омане. Назван по месту обнаружения (Wadi Ghul, провинция Ad Dakhiliyah, Hajar Mountains).

## Описание
Мелкие пауки-сенокосцы, длина тела 2,6 мм, ширина карапакса 1,0 мм, длина ног до 3 см. Карапакс бледно-охристо-жёлтый, спереди в срединной ямке светло-коричневый; грудина латерально светло-охристо-жёлтая, медиально с широкой тёмно-коричневой полосой; ноги охристо-жёлтые, без тёмных колец, с чёрными линиями на бёдрах и (несколько) на голенях; брюшко бледно-серое, с несколькими нечеткими тёмными пятнами дорсально, в основном сзади над паутинными бородавками, вентрально с более тёмными пятнами около педицеля и около спиннеров и парой нечётких продольных полос за гонопором.
Биология не исследована. Все образцы были собраны путем переворачивания камней на земле в вади и на холме.

## Систематика
Вид был впервые описан в 2022 году в ходе исследования разнообразия пауков Центральной Азии, проведённого немецким арахнологом Бернхардом Хубером (Bernhard Huber, Alexander Koenig Research Museum of Zoology, Бонн, Германия). Отличается от очень похожего Crossopriza moqal отличительным набором апофизов пролатерально на дистальном бульбальном склерите, немного большим расстоянием между поровыми пластинками на внутренних гениталиях самки, парой неглубоких эпигинальных борозд, расположенных ближе друг к другу (~365 мкм друг от друга), и иной структурой внутреннего средостения самки (W-образная структура в «клапане»; нет Y-образной структуры за «клапаном»); от географически более близкого Crossopriza kittan апофизами, расположенными пролатерально на дистальном бульбальном склерите, и относительно более коротким эпигинумом.